# Smilax ornata
Smilax ornata är en enhjärtbladig växtart som beskrevs av Lem. Smilax ornata ingår i släktet Smilax och familjen Smilacaceae. Inga underarter finns listade.